# Pepián (Guatemala)
El pepián es un platillo tradicional de Guatemala de origen maya kaqchiquel,  propio del departamento de Chimaltenango. Su origen es prehispánico y se servía en las ceremonias religiosas mayas. El pepián es un recado que puede prepararse con costilla de res, carne de cerdo, con pollo, carne de becerro, o una mezcla las distintas carnes. Fue declarado Patrimonio Cultural Intangible de la Nación por el Ministerio de Cultura y Deportes, según Acuerdo Ministerial 801-2007.

## Origen
Según los historiadores, la evolución del pepián se centra en la historia de la nación, ya que fue en los fogones en donde por primera vez se mezclaron los condimentos de las comidas rituales del pueblo, con ingredientes precolombinos y los de origen hispano-árabe.
El origen del pepián se remonta a la segunda mitad del siglo XVI, con el nacimiento de las cofradías, que permitieron la fusión de los Mayas y Españoles. Cuentan que en el mundo prehispánico se servía el pepián en grandes ceremonias o rituales, relacionadas con la religión y la política.
Es así como los integrantes de las cofradías rescataron esta tradición y convirtieron al pepián en la comida ceremonial por excelencia del país.
En la actualidad es reconocido como uno de los productos nacionales más enraizados en la historia de Guatemala.

## Preparación
Su preparación resulta ser una técnica culinaria afín a los recados guatemaltecos, donde la pepitoria junto a las especias tostadas aportan el sabor característico a este platillo. Es más, su nombre pareciera hacer referencia a esta semilla altamente apreciada en los recetarios locales. Los recados que los acompañan llevan una base de tomate, ajonjolí, miltomate, pepitoria y chile pimiento, chile guaque y chile pasa; estos ingredientes se asan y luego se muelen. Sin embargo, el pepián es suave y no muy picante, aunque ello puede variar de acuerdo a quien lo cocina. Existen varios tipos como el rojo y café.

## Patrimonio Cultural
El 26 de noviembre de 2007 fue declarado Patrimonio Cultural Intangible de la Nación por el Ministerio de Cultura y Deportes. Fue el Acuerdo Ministerial 801-2007 el que le otorgó el reconocimiento al pepián.